# Дискус хернија
Дискус хернија, пролапс међупршљенског диска, екструзија диска, кичмена кила (лат. Prolapsus nuclei pulposi, енгл. Spinal disc herniation, Protrusio disci, Prolapsus disci), болест је међупршљенског диска кичменог стуба, која настаје као последица пролапса (хернијације) и продора желатинозног језгра међупршљенског диска у међупршљенске отворе (лат. foramina intervertebrales) где врши притисак на коренове спиналних живаца, а понекад и централно у спинални канал и простор у коме се налазе кичмена мождина и кауда еквина које такође компримује. За разлику од протрузија (испупчења) диска код овог поремећаја доминира делимични или у потпуна руптура хрскавица фиброзног прстена диска (лат-anulusu fibrosus) са пролапсом језгра (лат-anulus pulposus), док задњи уздужни лигаменти кичме могу да остану нетакнути (тзв. сублигаментарна хернијација диска).
Узрок дискус херније је: често физичко преоптерећење већ постојећих оштећења међупршљенског диска, хернијација диска, реуматичне и запаљењске болести, али и безузрочна која настаје без утицаја икаквих спољних узрока. Симптоми дискус херније су: јак бол, најчешће локализован у леђима и удовима, ирадијација бола, укоченост и понекад парализа. Лечење је конзервативно, у већини случајева могуће, а код тежих и оперативно.

## Епидемиологија
- У САД асимптоматски облик вратног облика дискус херније, применом дијагностикован је у 10% особа млађих од 40 година и 5% особа старијих од 40 година.
- Асимптоматски облик дегенеративне болести међупршљенског диска, након снимања дијагностикован је у 25% особа млађих од 40 година и у особа 60% старијих од 40 година.[2]
- Тачна инциденца вратног облика дискус херније није позната, међутим истраживања у САД су показала да 51% одраслих особа има повремено болове, различите дужине трајања у врату и рукама.[2]
- У студији спроведеној у Рочестеру (Минесота), годишња инциденца вратног облика дискус херније са радикулопатијом у мушкарца и жена, код свих могућих узрока, је 107,3 и 63,5 случајева на 100.000 становника, (што је изузетно висока учесталост.[2]
- У студији спроведеној у Италији у 1996. преваленца вратног облика дискус херније и спондилотичних радикулопатија је 3,5 случајева на 1.000 људи.[3]

- Око 65% свих компресивних лезија коренова кичмених живаца односи се лумбосакралне радикулопатије и најчешће је присутна код коренова L5 и S1. У вратном делу кичме хернијација диска настаје најчешће у нивоима C5-6 и C6-7.

## Етиологија
Међупршљенски диск се, анатомски, састоји из средишњег дела, језгра  који служи као амортизер, желатинозног је изгледа и богатији је водом, и периферног фиброзног прстена (лат. nucleus fibrosus) који даје чврстину диску. У случају дегенерације средишњи део диска губи воду, периферни прстен пуца и настаје хернијација диска.
Током вишегодишњег старења долази до дегенеративних промена у многим ткивима и органима човека. Тако поред многих других ткива дегенеративне промене, изазване старењем, могу захватити и хрскавичаво ткиво међупршљенских дискова, које прати „замор хрскавице” као последица микротрауматских оптерећења, прележаних болести кроз живот и лошијег (генетичког, наслеђеног) састава диска.
Промене се најчешће јављају у цервикално (вратном) и лумбалном (слабинском) делу кичме. Хернијација може настати (јако ретко) и у торакалном (грудном) делу кичме, и због тога што је простор у торакалном делу кичменог канала ограничене величине, свако одуговлачење са дијагнозом може довести до иреверзибилних миелопатија. Иако су слабински пршљенови највеће и најјаче кости кичме, ризик од повреда слабинских пршљенова се повећава у нижим деловима кичменог стуба јер овај део леђа трпи већу тежину и механичка стресна напрезања, од горњих пршљенова кичменог стуба.
Прстен може попустити на било којем месту на кичменом стубу. Међутим, због статичко-динамичких и структурних специфичности слабинског дела кичме, хернија се најчешће јавља у овом сегменту, на задњем делу диска, десно или лево, јер се у том делу налази најосетљивији део кичме (лат. locus minoris resistentiae), што је значајно за даљи ток поремећаја, јер у том делу кичме пролазе коренови живаца. Бројна истраживања су показала да у том подручју, у прстену диска остају рупице од закржљалих крвних судова, што омета померање корена живца и зато се баш на том месту често јављају знаци притиска на корен живца. Притом могу бити погођена 1 до 2 корена живца јер их притиска пулпозно ткиво језгра, испало кроз задњу страну, или их тако избочено ткиво растеже и вуче.
У задњем карличном делу дуж кичме се протеже јака уздужна веза која не допушта испаде диска са те стране, па је у том делу појава дискус хернија ретка.
Испадања ткива диска са стране и спреда не само да су ретка већ изазивају и мање тегоба него испадање ткива уназад, јер у овим деловима не постоје могућности оштећења корена живаца. Такве хернијације носе назив („неме херније”) јер не изазивају болове и друге надражаје. Тегобе се могу очекивати само ако због испадања језгра настане сужење међупршљенског простора, што може довести до секундарне промене на ткивима између пршљенова.
Испадање ткива диска кроз покровну плочу у тело пршљена је посебан облик херније диска. У коштаном ткиву, које је мекано, под дејством притиска, у телу пршљена изазива појаву тзв Schmorl-ови чворићи. Ти се чворићи често виде у току развоја кичме, још у дечјем узрасту, и то чешће у грудном делу него у слабинском, и то често истовремено на више пршљенова. Продор ткива у тело пршљена често се види на оним местима кичме где њен развој још није завршен. То утиче на раст тела пршљена, па се ствара посебан облик тзв. округлих леђа која називамо Scheuerman-ова болест.
У току остеопорозе (коју прати смањена густина коштаног ткива) у настале шупљине у телима пршљенова може се такође утиснути ткиво језгра дискуса. Код ових промена обично нема чворића, него се удубљује покровна плоча, што је узрок појави тзв. рибљих пршљенова. Ове херније, утиснуте у тело пршљенова могу бити асимптоматске и откривају се случајно, приликом рендгенског прегледа, јер немају контакт са нервним системом и не изазивају тегобе..

## Патофизиологија
У патофизиолошком смислу ове промене карактерише дејство механичке силе „изливеног језгра” која доводи до директне компресије (притиска) на нервне коренове који се налазе у „сендвичу” између пролабираног језгра и унутрашњег зида коштаног кичменог канала (лат. foramina intervertebrales). У неким случајевима, избочен (протрудован) садржај диска губи свој континуитет са меканим јастучастим језгром и постаје слободан фрагмент унутар кичменог канала.

### Патофизиолошки механизми
Дегенерација диска
Овај процес настаје као последица поремећаја у процесу изградње и разградње градивних елемената диска, који је у нормалним условима уравнотежен. Слабо снабдевање ћелија диска ствара слабу основну супстанцу и влакна су лошег квалитета и присутна су у недовољној (премалој) количини, што погодује дегенерацији и раслојавању диска.
Протрузија диска
Протрузија настаје ако прстен напукне до спољних слојева, при чему спољни слојеви остају читави, те се ткиво избочи пут споља, али не излази ван границе диска али још увек има везу са диском. У том се случају хернија може вратити на своје првобитно место, или репонирати, након чега престају сви симптоми компресије. Ако се прстен и растегне, хернија се ипак може повући јер ткиво још има везу с диском.
Пролапс диска
Пролапс настаје након пуцања прстена диска. Разликујемо покретни и непокретни (фиксирани) пролапс. Покретни пролапс (исклизнуће) може, на пример нестати након лечења физикалним методама (тракција, екстензија, лежање) или због манипулације на карлици, склизнути у своје старо лежиште. Тако и тегобе попуштају. Међутим, ако је пролапс фиксиран, то је немогуће јер више не постоји веза са диском па он у новом лежишту ускоро сраста са околином, стварајући ожиљак.
Секвестрација диска
Секвестрација диска настаје када се губи везе са ткивом које се одвојило од диска. Оно се више не може вратити у пређашњи положај због секвестрације и постаје слободан (секвестриран) фрагмент унутар кичменог канала.
| Дегенерација | Протрузија | Пролапс | Секвестрација |
| ------------ | ---------- | ------- | ------------- |
|              |            |         |               |

Али није само хернијација језгра, изазвана механичким дејством сила на диск, узрок тегоба, већ је удружена и са хемијским надражајем, јер желатинозна маса диска садржи у себи материје киселинског састава (хијалуронска киселина), које хемијски иритирају нерв и изазивају његово запаљење. У оба случаја, нападнути нерв; компресијом и иритацијом изазваним запаљењем, често својом реакцијом доводи и до утрнулости удова, узнемирености, несанице, и слабости мишића.

## Клинички облици
У клиничком смислу ове промене карактерише симптоматологија која одговара следећим дијагнозама (болестима), пре свега у зависности од локализације оболелог диска у кичменом стубу, при чему треба имати у виду и диференцијално дијагностичке разлике између спондилолистезе, укљештења диска (лат. discus hernia) и лумбалне спиналне стенозе:
Радикулопатија -
Радикулопатија је стање или болест корена спиналног нерва, у подручју вратне или слабински кичме као последица притиска на нерв избочености (протрузије) оштећеног (оболелог) међупршљенског диска. Око две трећине свик компресивних оштећења коренова нерава односи се на лумбосакралне коренове (најчешће коренова L5 и S1). Цервикална радикулопатија настаје након притиска на нерв у вратном делу кичме (најчешће коренова C5-C6 и C6-C7).
Цервикобрахијални синдром - лат. Sy cervicobrachiale
То је група симптома и знакова који настају након хернијација вратног диска (најчешће у доњем делу вратне кичме). Карактеришу се појавом бола који се шири од врата према раменима до врха прстију, уз осећај утрнулости, жмараца и хладноће у рукама. Понекад настаје губитак осећаја, мишићне снаге и рефлекса у рукама. Тегобе су чешће локализоване само у једној руци.
Радикуломијелопатија -
Радикуломијелопатија је уопштени појам за обољење корена нервних ћелија и његовог мијелинског омотача. Најчешћа је у вратном делу кичменог стуба (цервикална радикулопатија) и може да доведе до појаве спастичних парапарезе. У највећем броју случајева узрокована је;
- сужавањем вратног кичменог канала конгениталним или дегенеративним променама. Примарни патофизиолошки поремећај је, сужење сагиталног дијаметра кичменог канала узроковано механичким дејством (притиском) као што је протрузија међупршљенског диска али и другим поремећајима.
- исхемијом због компресијом (притиском) изазваних промена на крвним судовима који исхрањују вратну кичмену мождину и корене нерава, долази до некрозе и кавитације у сивој маси кичмене мождине и мијелинском омотачу нерава. Регион са највећом учесталошћу цервикалне радикуломиелопатије је (C5-C6 и C6-C7) регион у којем је снабдевање крвљу најслабије. Симптоми и знаци радикуломијелопатија:
• Бол у врату, подлопатичном региону или у рамену;
• слабост или парестезије у горњим удовима;
• сензорне промене у доњим удовима;
• моторне слабости у рукама и ногама;
• тешкоће са ходом (спастичан ход на широкој основи, несигуран у трзајима);
•  знаци мијелопатије или;
 - „знаци горњег моторног неурона„ (спастичност, хиперрефлексија, клонус, знаци Бабинског и Хофмана, и поремећаји функције црева и бешике);
 - „знаци доњег моторног неурона” (хипорефлексија и атрофија доњих удова).[7]

## Клиничка слика
| „ | Клиничка слика дискус хернија зависи о бројним механичким факторима: о количини масе диска која се утиснула у кичмени канал, о броју погођених корена живаца и, што је врло важно, о величини простора унутар кичменог канала, јер неки болесници имају врло узак канал, и код њих врло мала хернија може изазвати тешке симптоме, а други широк канал те се корен живца може померити, тако да им мала хернија ствара незнатне тегобе. | ” |

Клиничку слику примарно карактерише бол у врату или крстима, који најчешће настаје изненада, без уочљивог узрока, или су узроци: нагла ротација главе, подизање лакшег терета, кијање, кашљање, исправљање тела из сагнутога положаја итд. Болесници између 30 и 50 године живота најчешће наводе: „да су се истегли или да су окретали тело док су носили тежи терет”.
Карактеристике бола и других тегоба умногоме зависе од локализације промена и притиска на одређени корен живца;
- Код лумабосакралне (лумбалне) дискус херније; бол почиње у доњем делу леђа (крстима) зрачи у задњицу, позади у бедро, потколеницу и често у стопало, а прати га слабост, грчеви мишића и парсетзије у виду трњења итд.
- Код цервикалне (вратне) дискус херније;бол почиње у врату и шири се у раме (плећку) и руку (подлактицу и ретко престе), често праћен упадљивом парализом мишића и паресетзијама.[10]

Бол изазван дискус хернијом, често попусти приликом лежања, а бол због тумора или запаљење, напротив, у лежећем положају ојача.

## Дијагноза

#### Историја болести
Историја болести а посебно њен део анамнеза болесника има за циљ прикупљања свих релевантних информација, које су битне за откривање стварне природе и узрока тегоба код дискус херније и тачно постављање дијагнозе могућих поремећаја. Анамнеза мора да буде потпуна и тачна и зато се сва питања постављају по тачно одређеном редоследу за ову врсту поремећаја.
Сви подаци добијени на овај начин, заједно са подацима добијеним током физичког прегледа и допунских испитивања, се уносе у образац који се зове историја болести и од изузетног су значаја за постављање дијагнозе могућих поремећаја у организму код дискус херније.

#### Објективан (физикалан) преглед
То је поступак којим се утврђују објективне промене у организму болесника, могући знаци болести код дискус херније. Објективан (физикалан) преглед се обавља коришћењем основних физикалних метода како би се уочиле промене у лумбосакралном делу и доњим удовима које могу да настану након оштећења међупршљенског диска. Посебан значај даје се неуролошком прегледу и испитивању моторике, функција и проводљивости живаца, пре свега утврђивањем присуства патолошких рефлекса на доњим удовима.
Неуролошки преглед укључује испитивање; Лазаревићевог и обрнутог Лазаревићевог теста, Ласегуевог теста, испитивање тетивних рефлекса (пателарни и Ахилов), сензибилитета (посебно по кожи спољашње и унутрашње стране стопала и ножног палца, тестирање снаге појединих мишића стопала и анализу хода на прстима и петама (са уочавањем разлике леве и десне стране).

#### Допунска испитивања
Радиографија
Како су традиционалне методе рендгенског снимања меких ткива (као што су дискови, мишићи, нерви итд) ограничене, због мањих могућности снимања применом класичних рендгенских зрака, она се све мање користи у дијагностици дискус херније, али се и даље примењује у диференцијалној дијагностици промена на кичменом стубу; тумора, инфекције, прелома, ишчашења итд.
Упркос ограниченим моућностима, класично рендген снимање и даље игра улогу, у релативно јефтиној дијагностици и диференцијалној дијагностици могућих узрока ишијаса (код сумње на простојање хернијације диска, повреда, реуматичних болести) али се тек применом, осталих метода дијагностике са већим поуздањем може утврдити коначна дијагноза.
Компјутеризована томографија 
 је веома поуздана метода у дијагностици дискус херније, и других промена на коштанозглобном и мишићном систему, јер може да прикаже облик, величину кичменог канала, његов садржај, околне структуре, укључујући и стање меких ткива.
Магнетна резонантна томографија
 је дијагностичка метода која даје тродимензионалну слику кичмене мождине, нервних коренова, околног подручја и може да прикаже сужења, проширења, дегенерацију у кичменом каналу, као и туморе кичменог стуба. (MRT) даје бољи и поузданији приказ меких ткива и промене на диску у односу на, и зато има велики значај у диференцијалној дијагностици порекла ишијадичног бола.
Мијелографија
Мијелографија је радиолошка метода снимања спиналног канала кичме и кичмене мождине, након убризгавања инјекције контрастног средства у интрадурални простор слабинског дела кичме како би се он помешао са можданом течношћу (ликвором) и учинио га „видљивим” (у виду „обојених поља”) након просветљавања рендген зрацима. Применом контрастног средства добијају се рендген слике контура интрадуралног простора у различитим пројекцијама, на којима се може проучавати стање спиналног канала кичме (на различитим висинама) и уочавају евентуалне промене изгледа простора који окружују овојнице кичмене мождине, промене у кичменом каналу и присуство структура које изазивају притисак на кичмену мождину или живце, (као што су хернијација диска, тумори, или остеофити). Мијелографија даје још боље резултате и квалитетнији приказ оштећења ако се комбинује са магнетном резонантном томографијом MGT (тада носи назив компјутеризована MGT мијелографија).
Дискографија
Дискографија је специјализована радиолошка метода снимања међупршљенских дискова, након убризгавања контрастног средства у један или више међупршљенских дискова. Контрастно средство се након просветљавања рендгенским зрацима може видети на рендген снимку у виду „обојених поља” која дају информације о морфологији диска или дискова. дискографија се може обавити као непосредна припрема за операцију на кичми, у току операције, или када се не може јасно одредити који диск је узрок симптома.
Електромиографија
ЕМГ је неурофизиолошка метода која мери брзину спровођење електричних импулса дуж нервних коренова, периферних нерава и мишићног ткива, чиме се открива постојање и локализација оштећење нерава и мишића и успешност њиховог лечења. Промене у електромиографској кривуљи при вољном стезању (контракцији) мишића разликују се након оштећења периферних живаца и мишића и директно су пропорционалне величини оштећења. Електромиографија као додатна метода у дијагностици дискус херније може да да податке о врсти и локализацији оштећења периферних нерава и мишићног ткива, изазваних хернијацијом диска, што је од значја у диференцијалној дијагностици оштећења нерава на другим локацијама ван кичменог стуба.

## Лечење
Кад год је то могуће, предност има и препоручује се конзервативно лечење, које пре свега има за циљ да умањи бол и друге симптоме и олакша покрете тако да пацијент може наставити нормалне животне активности у најкраћем могућем времену. До 1933. то је био и једини начин лечења. Тада су Американци Миктер и Бар предложили и оперативно лечење које је постало метод избора за оне болеснике код којих је конзервативно лечење било неуспешно, што не значи и да свако неуспешно конзервативно лечење захтева оперативно. Оперативном лечењу приступа се када сви претходно примењени начини лечења не дају резултате.

### Конзервативно
Конзервативно лечење обухвата симптоматско лечење, примену метода физикалног лечења и хигијенско дијететски режим исхране и живота.

#### Симптоматско лечење
Састоји се у примени лекова; против бола и запаљења (антиреуматици, нестероидни аналгетици (нпр. Диклофенак® и сл.), и лекова против грчева у мишићима (Бензодиазепам®). Подршка регенерацији нервног ткива обухвата примену различитих неуролошких лекова у које спадају различити витамински препарати (Б витамина, Е витамина итд).
Ако се симптоми болести наставе може се применити лечење убризгавањем стероида у епидурални простор (простор око лумбалног дела нападнутог нервног корена), што може да смањи бол и оток. Како ова терапија није увек успешна (често пружа само привремено олакшање), треба је применити само када други облици лечења не дају резултате.

#### Методе физикалног лечења
Лекари ретко прописује одмор у кревету пацијентима са дискус хернијом. Уместо мировања у кревету, болесници се подстичу да раде своје нормалне активности, користећи бол, као мерило за то, колико су оптеретили кичмени стуб. Овај облик лечења ће помоћи многим пацијентима да избегну поново јављање повреда диска при обављању свакодневних активности као што су савијање, истезање, или ротација.
Када се користи у лечењу дискус херније, физикална терапија се фокусира на јачање мишића и повећање флексибилности (савитљивости) тела применом разних метода физикалног лечења. У физикалном лечењу дискус херније могу се применити следеће методе; кинезитерапија, електротерапија, магнетотерапија, ласер, загревање, мануелна масажа, које имају значајну улогу у процесу лечења протрузије диска.

Све више су у употреби и алтернативне методе лечења као што је; акупресура, акупунктура, хиропраксија, итд. Наведене алтернативне методе лечења су у свету знатно више заступљене него у Србији, а да би биле успешне и безбедне, морају бити примењиване од терапеута који су за то едуковани и стручни.
Након операције оболелог диска, многим пацијентима је потребна помоћ да поново буду покретни. Рад са физиотерапеутом има за циљ да овим пацијентима помогне да поврате снагу у леђима, трупу и трбушним мишићима, и на тај начин им обезбеди адекватну подршку за њихов повратак свакодневним активностима.
Физикална терапија, без обзира у ком облику ће бити примењена, мора бити правилно дозирана, јер у противном може бити без резултата и штетна. У појединим случајевима физијатар може прописати ортопедско помагало (стабилизациону ортозу) за кичмени стуб, која ограничава покрете у кичми и растерећује притисак на нервне коренове живаца. Међутим ортозу не треба носити дуже од четири дана, како се не би изазвала атрофија мишићи трупа ослањањем на ортозу (мидер).

### Оперативно
Након комплетне дијагностике, која треба да обухвати процену физичких, психолошких, социјалних и професионалних фактора којима је изложен, болеснику може бити предложен хируршки начин лечења, и то само код оних са упорним болом и тежим оштећењем нервних корена.
На основу посебних критеријума кандидати за оперативно лечење деле на оне код којих постоје релативне индикације за операцију и оне са апсолутном индикацијом.
Релативне индикације
- Јаки болови, без испада нервних функција, који не престају након интензивног конзервативног лечења свим расположивим средствима.
- Лакши испади моторике који трају дуже времена, присуство бола и лакше смањење снаге мишића, а побољшање снаге мишића је незнатно. Ова побољшања субјективних знакова дозвољавају наставак конзервативног лечења.
- Интермитентни симптоми. Многим се болесницима симптоми смирују након лежања у постељи, док се одмарају у кревету, они се осећају сасвим добро. Међутим, симптоми се враћају у усправном положају, док болесник хода или стоји.
- Резидуални субјективни симптоми. Неки су болесници задовољни успехом конзервативног лечења, иако и даље постоје одређене сметње, али неки таквим стањем нису задовољни. У ту групу спадају особе које не подносе ни мање тегобе, радници на тешким физичким пословима, али и особе које се рекреативно баве спортом.

Апсолутне индикације у акутној фази
- Масивна протрузија међупршљенског диска са симптомима синдрома коњског репа, (пареза или парализа ногу, неспособност задржавања столице и мокраће, знатно смањење осећаја у ногама).
- Притисак херније диска на корен живца, са узнапредовалим (одмаклим) знацима (бол, промене у функцији нерава, или обоје)
- Акутни пролапс међупршљенског диска са неиздржљивим боловима, без поремећаја у функцији живаца, а бол се не може отклонити аналгетицима.

Апсолутне индикације у хроничној фази
- Хернија међупршљенског диска са јасном сликом притиска на корен живца, када се у току конзервативног лечења, акутно погорша клиничка слика и јављају се одмакле промене у функцији живаца (прогресивни неуролошки знаци-парезе).
- Клиничка слика коју карактерише присуство трајног бола, без већих неуролошких сметњи, који се не смањују упркос интензивној конзервативној терапији.
- Код јачег ишијаса због протрузије међупршљенског диска, које смањују активност болесника током неколико месеци
- Код постоперативних рецидива херније међупршљенског диска након операције, која не реагује на конзервативно лечење.

Одлука о оперативном захвату врло је деликатна, нарочито онда када нема објективних неуролошких знакова. У дијагностици треба имати у виду психофизичку кондицију, социјални аспект, али и жељу болесника да се поново укључи у нормалан живот и врати на посао. Хируршки начин лечења има успешност код око 50% оперисаних, при томе је избор методе ирелевантан јер не постоји довољан број студија које фаворизују одређену методу.
Оперативно лечење има за циљ да изврши стабилизацију кичме и уклони притисак на нервне структуре, што одстрањује или смањује бол и спречава даље пропадање нервних завршетака. Међутим након операције могу заостати тегобе због трајног (иреверзибилног) оштећења нервних влакана, или због постојања удружених болести (реуматичне болести, тумори), јер те тегобе нису изазване притиском на корен живца или нестабилношћу, и нису повезане са оштећеним диском. Постоперативне компликације се могу јавити у 1% до 3% оперисаних,. Оперативно лечење (спинални фузија) на једном или више нивоа може да изазове крутост и смањи покретљивост у том делу кичме и пребаци оптерећења на суседне делове кичме, што може имати нежељене последице.
Једна од компликација оперативног лечења је и појава дисцитиса након ендоскопске дисцектомије лумбалног (слабинског) међупршљенског диска који се јавља у 2-3% овом методом оперисаних болесника.
Оштећени нерви и кичмена мождина, се мањим делом одмах опорављају након уклањања притиска на њих. За опоравак заосталих неуролошких испада (слабост мишића, утрнулост, неспретност, пецкање итд.) потребни је време и примена остали терапијских метода. Обично се 75% опоравка догађа у првих 6 месеци. Уколико су неуролошка оштећење пре операције била већа и дуже трајала, поготово код старијих људи, утолико ће више трајног дефицита заостати, а трајање опоравка ће бити значајно продужено.

##### Метод оперативног лечења дискус херније
Дисцектомија
Дисцектомија је један од најчешће примењиваних хируршких метода лечења дискус херније, која има за циљ да уклони део херниације диска која изазива бол и иритира (притиска) живац. У отвореном оперативном захвату, хирург одстрањује прво део ламине пршљена (крова над кичменим живцем) да би приступио спиналном каналу. Затим нежно помера нерве на страну да их заштити, а потом уклања део пролабираног диска. Уклањањем дела диска живац се ослобађа притиска и иритације. (анимација)
Ламинектомија
Ламинектомија има за циљ да смањи притисак на корене кичмених живаца тако што повећава ширину спиналног канала. У овој операцији, хирург уклања ламину - коштани део са задње стране кичме који обухвата спинални канал - на оном месту где постоји оштећење нерава. Хирург затим уклања коштане огранке (остеофите) кост пршљена и део оштећеног диска. Овим захватом уклања се иритација и компресија живаца и кичмене мождине. (анимација)
Спинална фузија
Спинална фузија је хируршка метода која третира нестабилности у кичменом стубу које узрокују бол и деформитете (као што је то случај код дискус херније). Поступак укључује спајање (фузију) две или више пршљенова који се фиксирају у једну кост. Главне врсте фузије које се примењују у хируршком лечењу дегенеративних промена на међупршљенском дискусу;
- Предња лумбална фузија са кавезом.[48]
- Задња лумбална фузија.[49]
- Комбинована фузија

Фузија смањује бол и зауставља покрете у сегменту кичме који изазива бол, и омогућава пацијенту обављање свакодневних активности. Овај поступак захтева идеално срашћивање костију, јер ако кост не зарасте уграђени инплантат ће се оштетити или сломити. (анимација)

##### Новине у оперативном лечењу
Стопа оперативних захвата на кичми све више расте у САД, укључујући и фузију кичме, и само у периоду између 1979. и 1990. порасла је за више од 600%. Поред спиналне фузије, примењују се и новије методе лечења као што су; ексцизија диска (дисцектомија), склерозирајућа терапија инјекцијама, електротермичка терапије са уграђивањем нервних стимулатора и имплантација лекова.
Поред замене диска вештачким материјалима, све више се истражује биолошке методе регенерације, које примењује технике ћелијске и молекуларне биологије, и имају за циљ стварање вештачког диска (међупршљенска артропластика диска). Ова метода предвиђа и могућност замене само централног дела (или језгра) међупршљенског диска.
Како спинална фузија није усмерена према обнови нормалних структуре и функција међупршљенских зглобова све више се према речима професора Бредфорда из САД, експериментише са применом нових метод у хирургији кичме које не само да могу елиминисати бол у леђима, већ чувају или обнављају покрете у кичми, враћају облик и висину оштећеним пршљеновима и нормализују биомеханику кичме. У ту сврху све више се користе;
- Вештачки међупршљенски диск уређаји, развијени у Француској крајем 1980-их, који се састоје од; две порозне кобалт-хром плоче, које се стабилизационим клипсевима фиксирају за суседне пршљенове, и полиетиленског лоптастог-лежаја језгра.[53] Основне функције лоптастог-лежаја је да замени функцију здравих дискова - и омогућава ограничено кретање и савијање уз одржавање стабилности кичме у одређеним сегментима и амортизује и правилно дистрибуира оптерећења.[51]

- Вештачки импланти - Продиск (Prodisc®) су погоднији за пацијената са дегенеративним болестима диска на једном или два нивоа кичме. Примењују се код пацијента старости између 18 и 60 година, ако конзервативно лечење није дало резултате након најмање шест месеци непрекидног лечења. Неки пацијенти ће добити Продиск (Prodisc®) док ће код других бити примењене друге тренутно прихваћене методе лечења, спинална фузија, дисцектомија итд.

## Прогноза

### Спонтано излечење дискус херније
Спонтаним излечењем дискус херније, објашњава се различитост клиничке слике и зашто тегобе, више или мање, одједном настају, и исто тако нестају. Настанак спонтаног излечења може да се догоди на један од следећа три начина;
- Испало ткиво (језгро диска) сопственим притиском, и хемијским надражајем (хијалуронске киселине) разграђује суседне коштане структуре, ствара удубљења на разграђеним деловима кости у које се то ткиво може увући правећи тако секвестар (одвојени или изумрли део диска). По завршетку тог процеса, притисак језгра престаје, а болови се смањују или сасвим престају.
- Секвестар се може померити у тзв. „немо подручје”, где више не може да врши даљи притисак на живац.
- Секвестар се може растворити, (ресорбовати), што се у пракси и најчешће дешава.

### Оперативно излечење дискус херније
Код правилно изабраних случајевима бол се код дискус херније хируршки успешно решава (нестаје или се знатно смањи) у 90% случајева, а уколико се на време обави операција значајно се поправљају и оштећења нерава и кичмене мождине (слабост, утрнулост, неспретност). Оперативно лечење може довести до стабилизације кичме и уклањања притиска на нервне структуре. Тиме се постиће смањење бола и спречавање даљег пропадање нервних структура.
Ипак у одређеним стањима могу да заостану тегобе код јаче изазваног оштећења нервне структуре, или због постојања удружених болести. Оне подразумевају бол који није изазван притиском на корен живца или нестабилношћу (нпр, миофасцијални болови, хронични бол од претходног оштећења корена нерва које је дуго трајало и други типови болова) Поред овога након операције остају и фактори ризика: прекомерна телесна тежина, слабост мишића који стабилизују кичмени стуб, неправилни покрети и дизање терета, неправилно држање. Код ових Ове промене након операције потребно је спроводити лечење бола.
Оштећени нерви и кичмене мождине, се мањим делом одмах опораве након уклањања притиска на њих. Уобичајено је да се 75% опоравка догоди у првих 6 месеци. Уколико је неуролошко оштећење било веће и дуже трајало (нарочито код старијих особа), у том случају заостане и више трајног дефицита.
Такође треба схватити да је оперативно лечење кичме у начелу само део терапије. Пре, а нарочито после операције, потребне су и друге методе лечења. Примарну улогу у том лечењу заузимају симптоматска и потпорна терапија, физичко лечење и мењање навика пацијента. Симптоматска терапија укључује лечење бола и упале (антиреуматици, нестероидни аналгетици ), и миорелаксаната против грча мишића Потпора регенерацији нервних ткива подразумева и примену различитих лекова.

## Превенција
У склопу превенције дискуса херније требало би:
- избегавати дизање терета у положају лумбалне флексије,
- избегавати излагање вибрацијама,
- покрете у кичми обављати са што мање трзајно-ротационих покрета,
- редуковати телесну тежину (гојазне особе),
- променити професију,
- променити стил живота, односно навике (уколико је то од утицаја на даљи ток болести).